# Chiuro
Chiuro est une commune italienne de la province de Sondrio en Lombardie.

## Découvertes préhistoriques

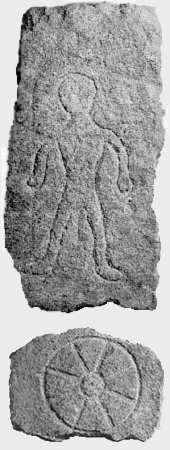
Les deux stèles de Castionetto

En 1959 Maria Reggiani Rajna trouva, dans le muret d'un vignoble près de la contrade Castionetto, deux stèles préhistoriques actuellement gardées dans le Museo Valtellinese di Storia e Arte de Sondrio.
La première stèle a une forme parallélépipédique (60 cm par 30 cm) et est gravée sur les deux faces. Sur une face figure un élément fait de trois lignes parallèles qui représente probablement une colonne. Selon les experts elle remontrerait au chalcolithique (2200-1800 av. J.-C.). L'autre face représente une figure anthropomorphe que tient dans la main droite une hache à long manche, une sorte de hallebarde. Selon Priuli, il y a superposition de cinq phases d'incisions dont la dernière remonte à l'époque médiévale.
La seconde stèle montre une représentation d'une roue à double cercle avec huit rayons. Selon Emmanuel Anati, paléontologue et directeur du Centro Camuno di Studi Preistorici (centre d'études sur les Camunes) de Capo di Ponte, cette figure serait « commune dans l'art rupestre des Camunes à partir de la seconde période, c'est-à-dire du chalcolithique, mais inconnue ailleurs ». Il peut s'agir d'un symbole solaire ou simplement d'une représentation d'une roue.

## Personnalités
- Stefano Quadrio (1376-1438), noble et condottière, fidèle au Vicomte de Milan, et vainqueur de la bataille de Delebio durant le cours de laquelle, entre le 18 et le 19 novembre 1432, les troupes du vicomte eurent raison de l'armée de la république de Venise qui avait occupé la Valteline.
- Maurizio Quadrio (1800-1876), écrivain politique et patriote italien de conviction mazziniène et antimonarchiste.

## Administration
| Période                                  | Période  | Identité   | Étiquette | Qualité |
| ---------------------------------------- | -------- | ---------- | --------- | ------- |
| 14 juin 2004                             | En cours | Guido Melè |           |         |
| Les données manquantes sont à compléter. |          |            |           |         |

### Hameaux
Castionetto, Casacce

### Communes limitrophes
Castello dell'Acqua, Lanzada, Montagna in Valtellina, Ponte in Valtellina, Teglio

## Monuments

### Église de San Giacome e Andrea
L'église de campagne dei Santi Giacomo e Andrea remonte à l'époque médiévale. Elle fut consacrée le 24 juin 1487 par Antonio, évêque de Salona. Elle fut reconstruite en style baroque durant la seconde moitié du XVIIe siècle.
L'intérieur, orné de riches décorations de stuc du Tessinois Agostino Silva (1620-1706), présente de nombreuses œuvres d'intérêt.

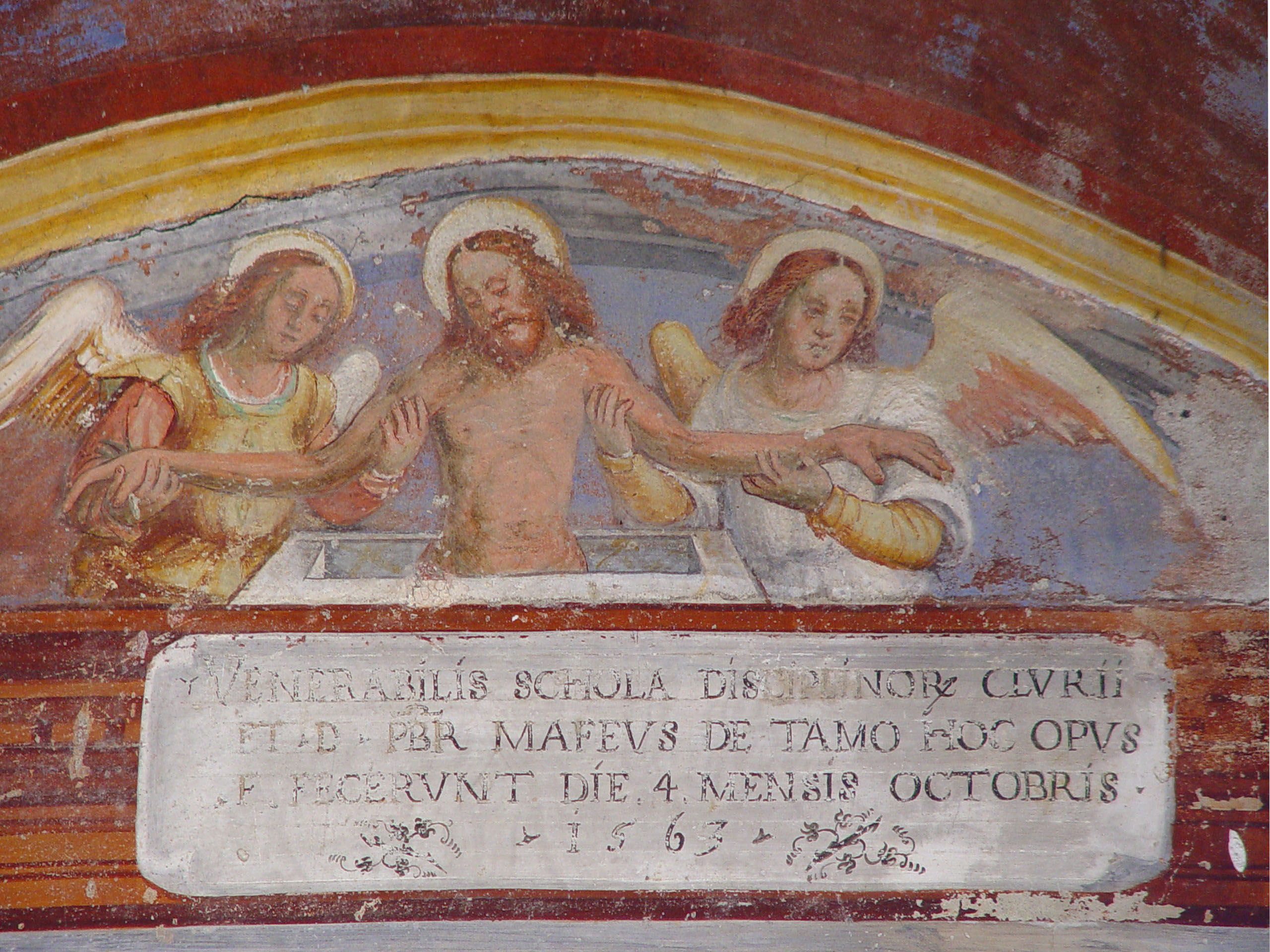
Portique des Disciples
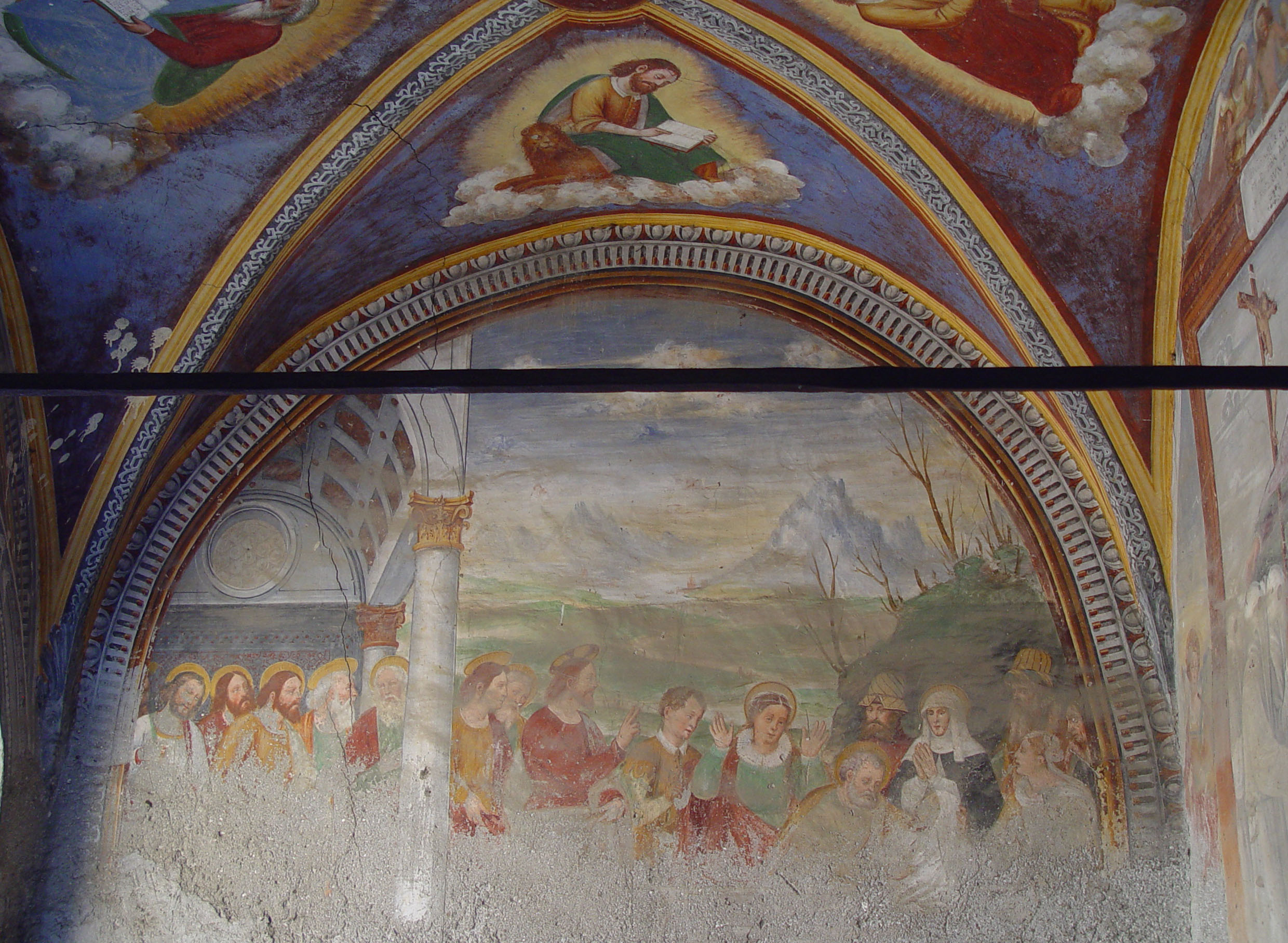
Portique des Disciples
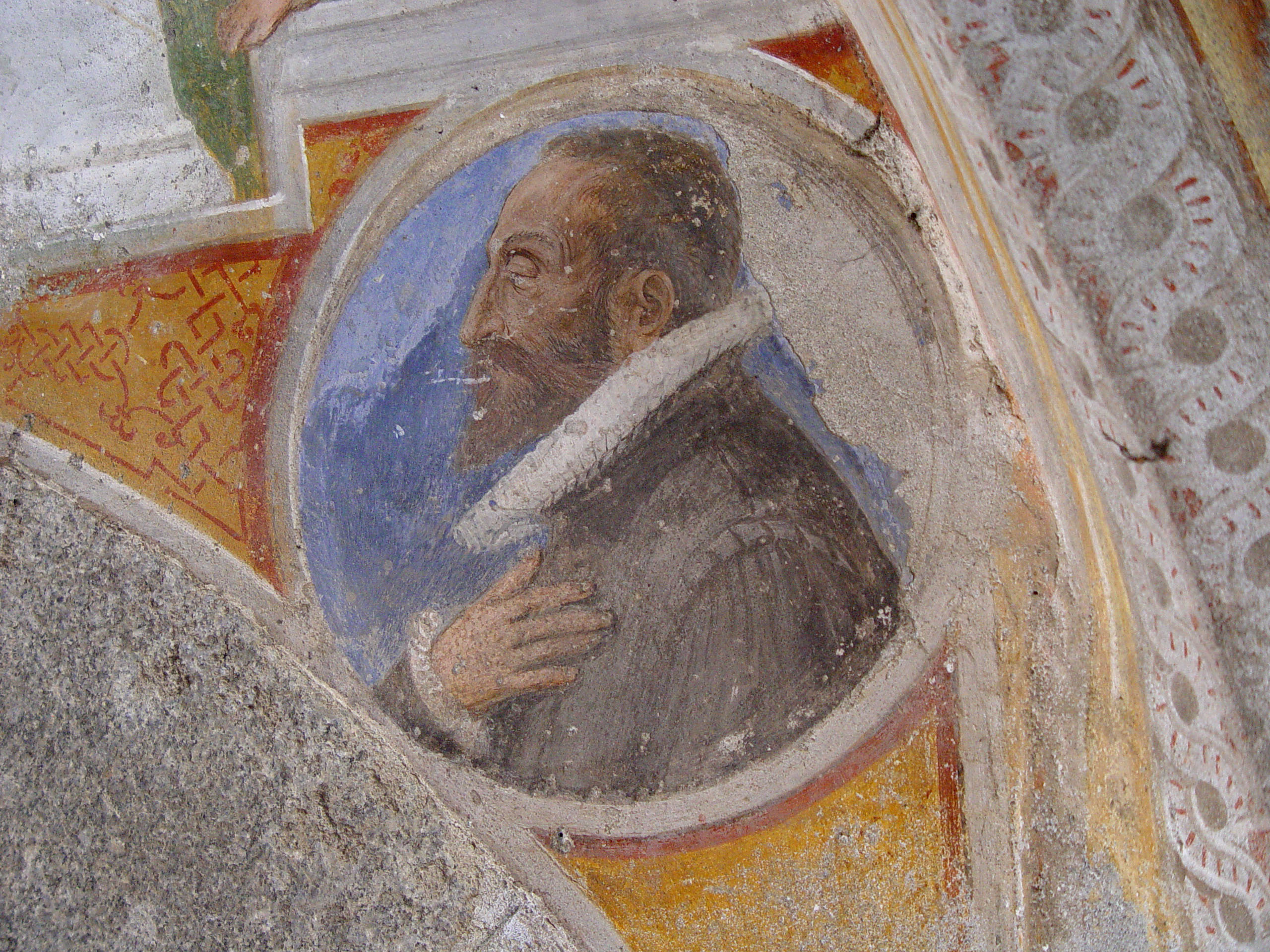
Portique des Disciples

### La tour de Castionetto
La tour massive qui s'élève à Chiuro face à Castionetto est traditionnellement décrite comme ayant été la propriété de Stefano Quadrio. Elle fait face à la  Valteline et constitue, encore aujourd'hui, un point d'observation excellent. Considérant la solidité de la structure, avec des murs qui atteignent 2,5 m d'épaisseur, la tour avait certainement, en plus d'un rôle de point d'observation, un rôle défensif.

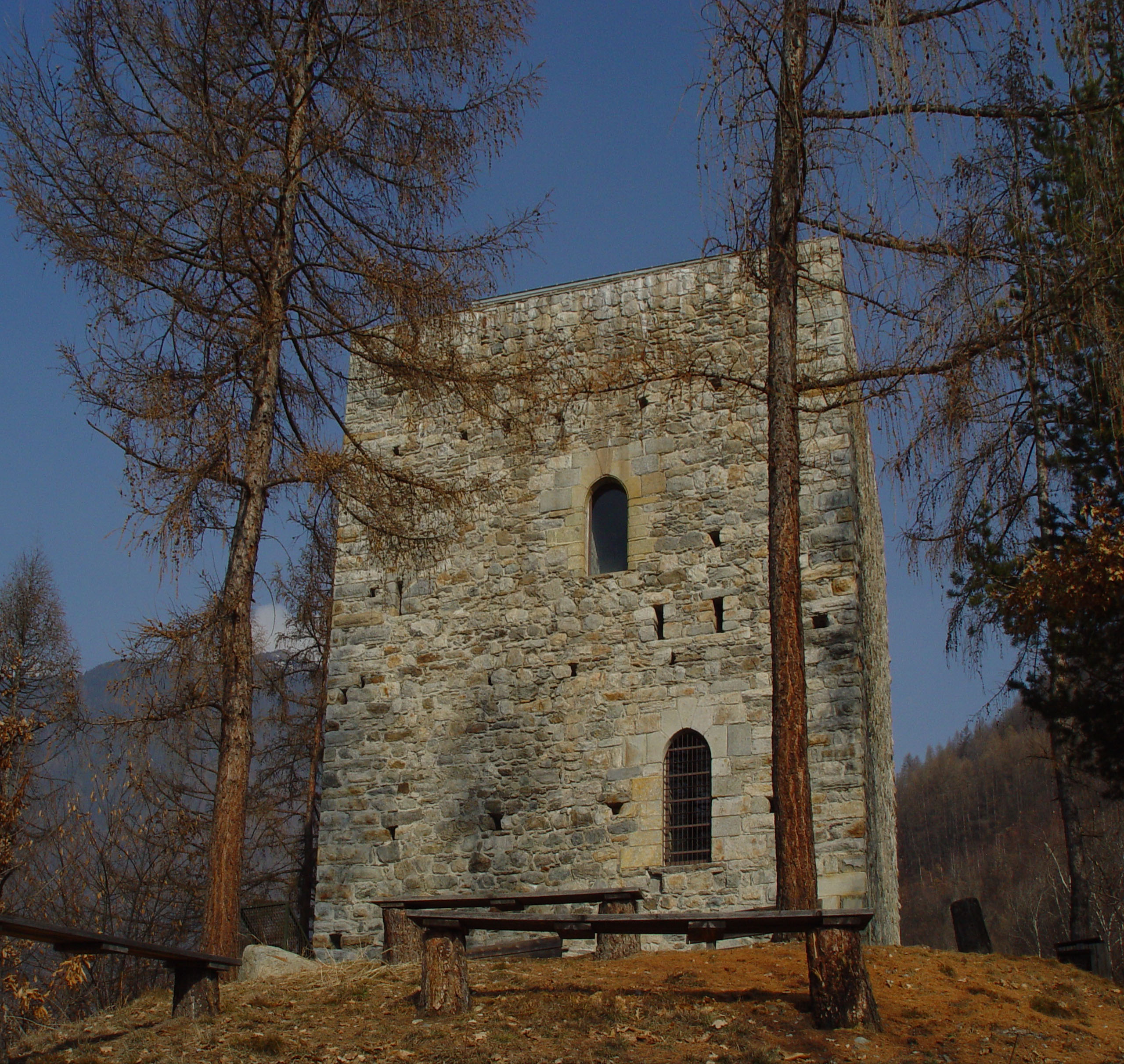
Vue frontale
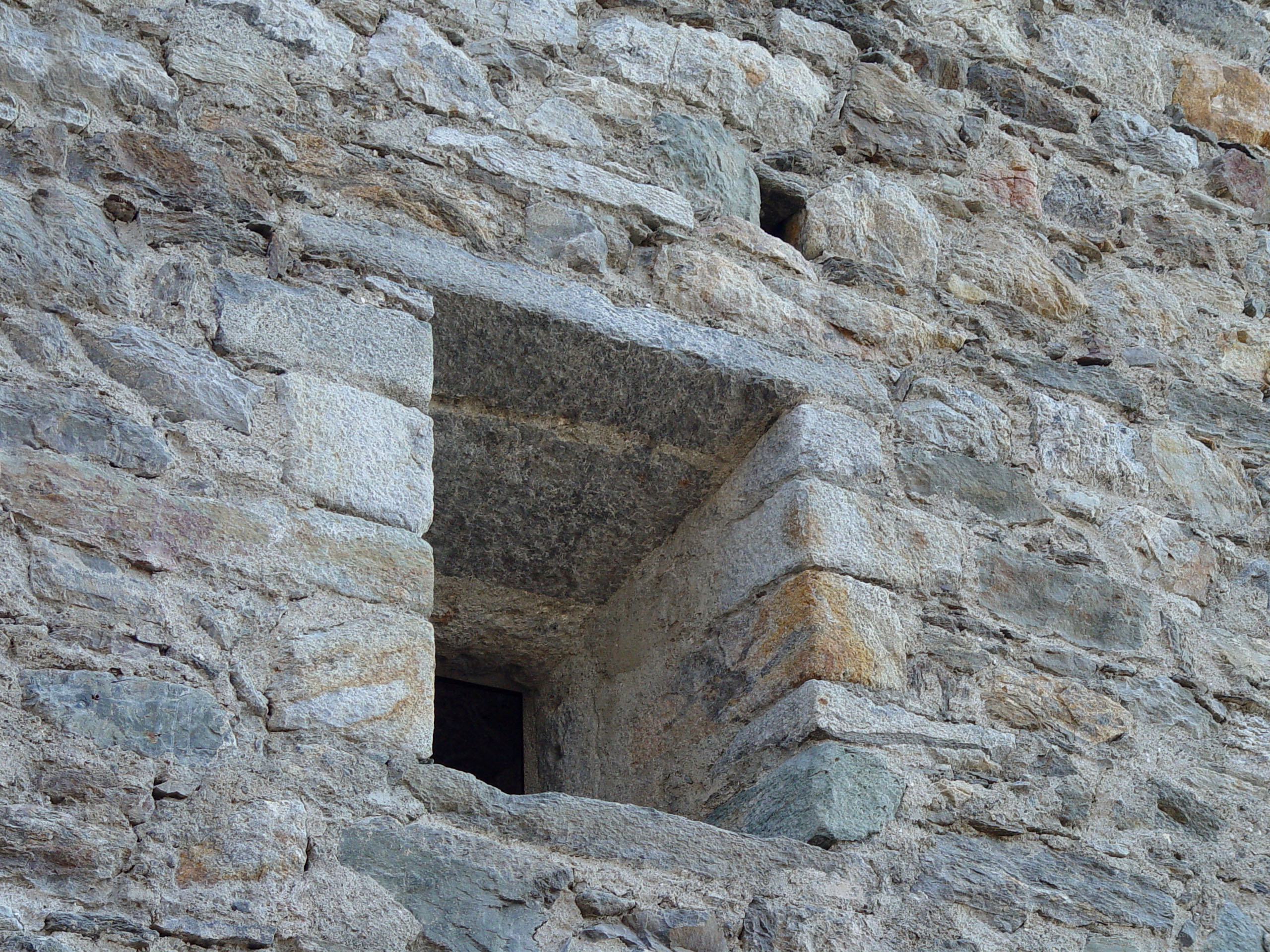
Fenêtre
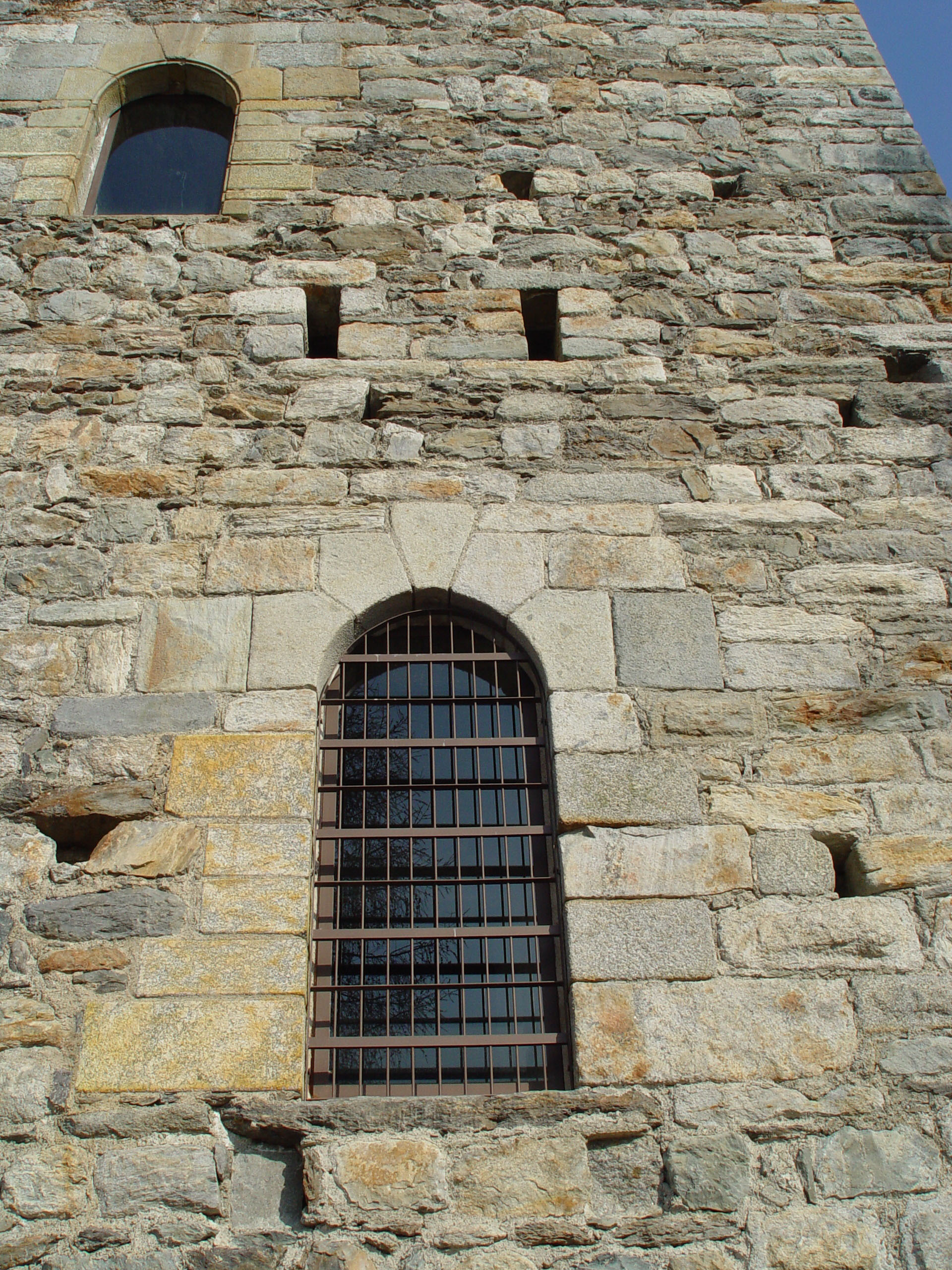
Façade

## Galerie de photos

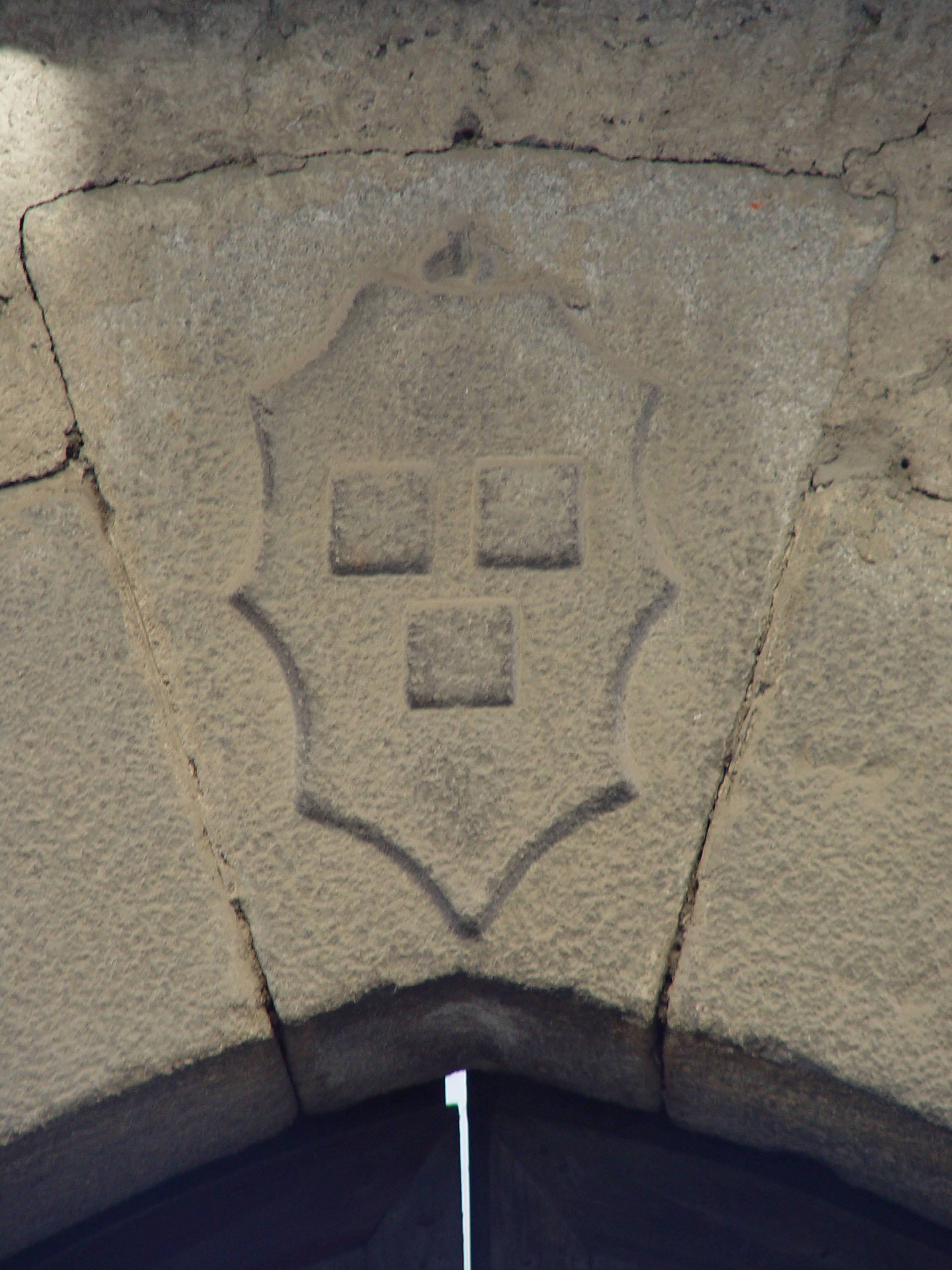
Blason sur écu
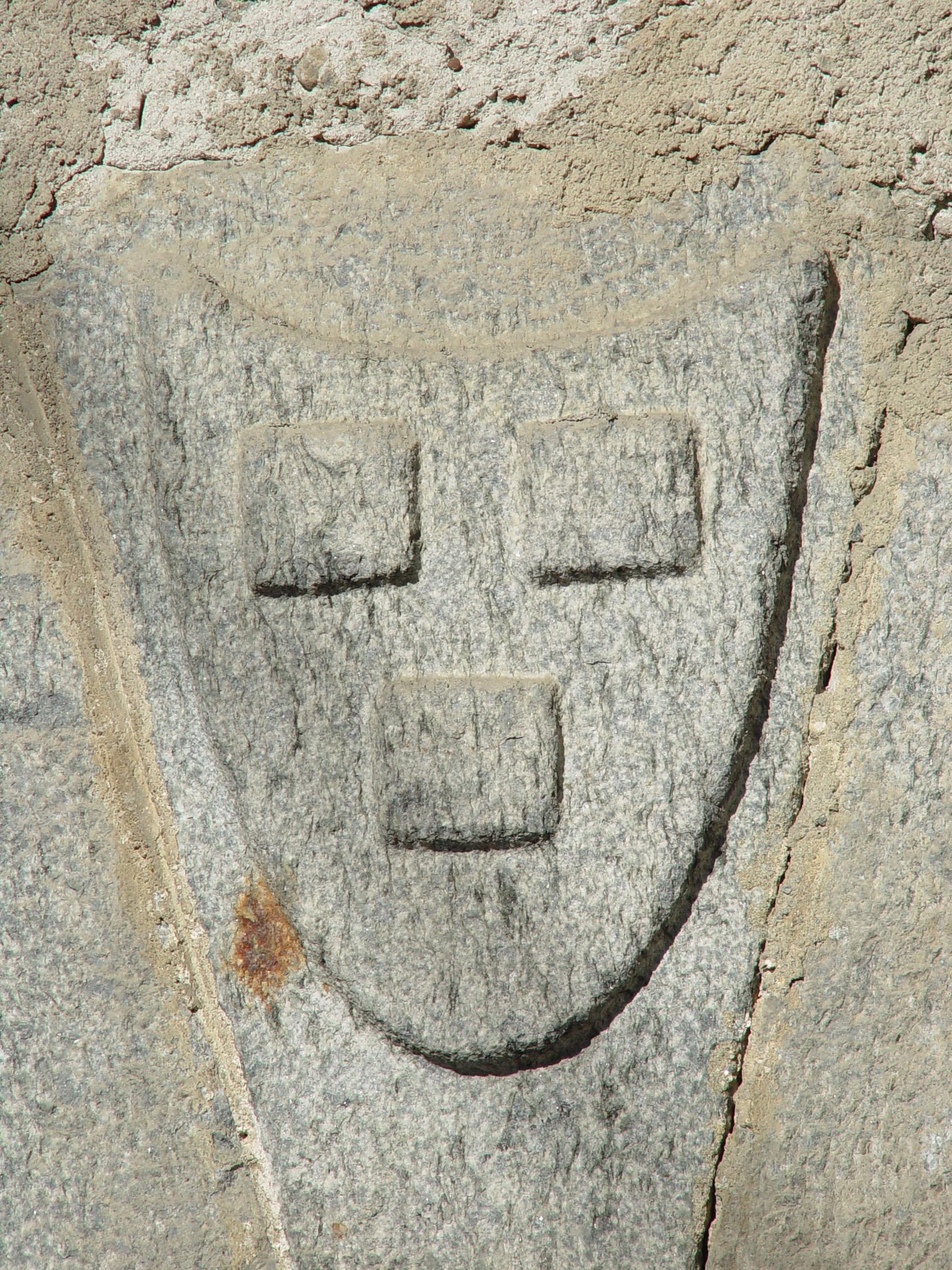
Blason sur écu
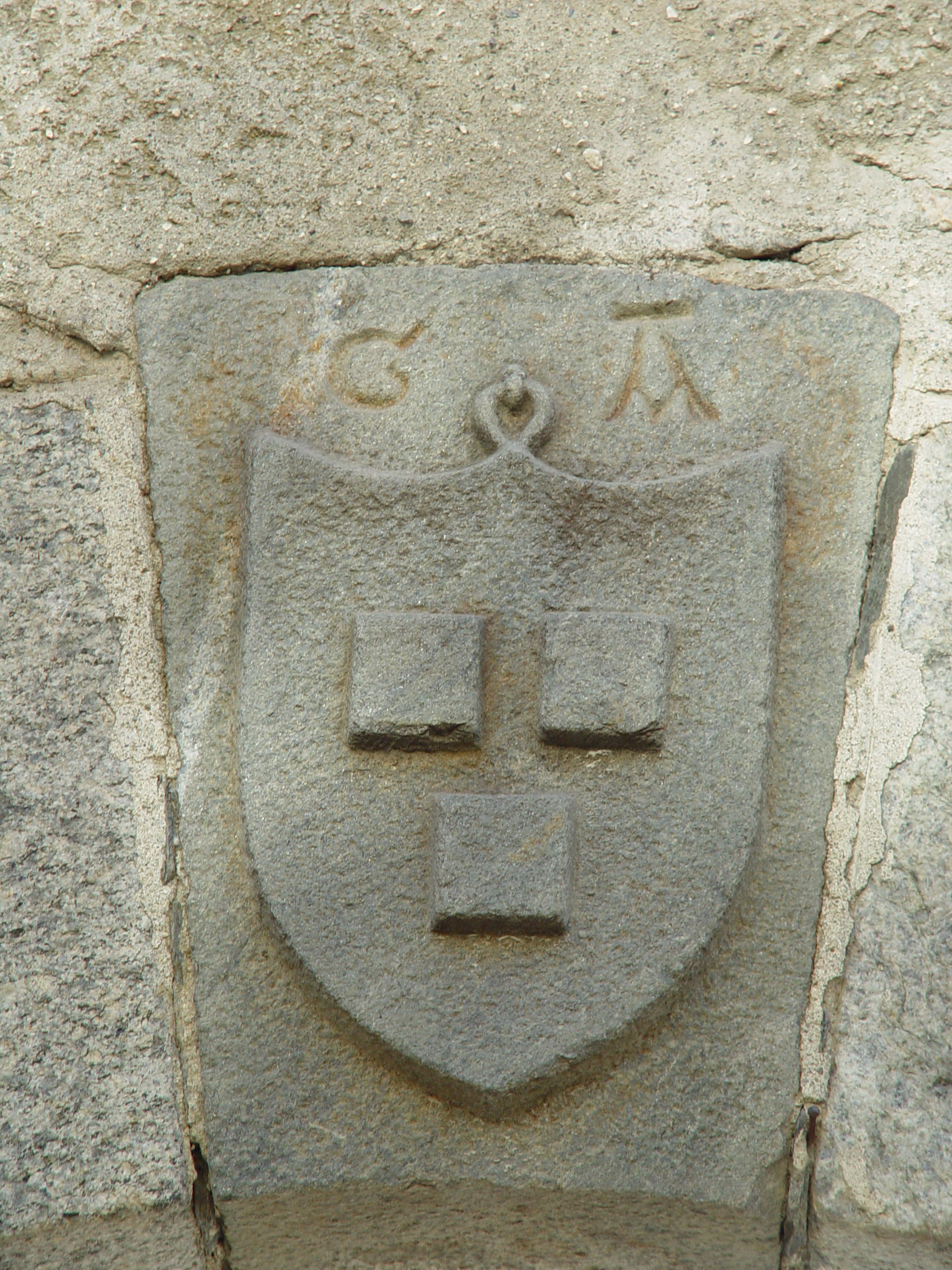
Blason sur écu

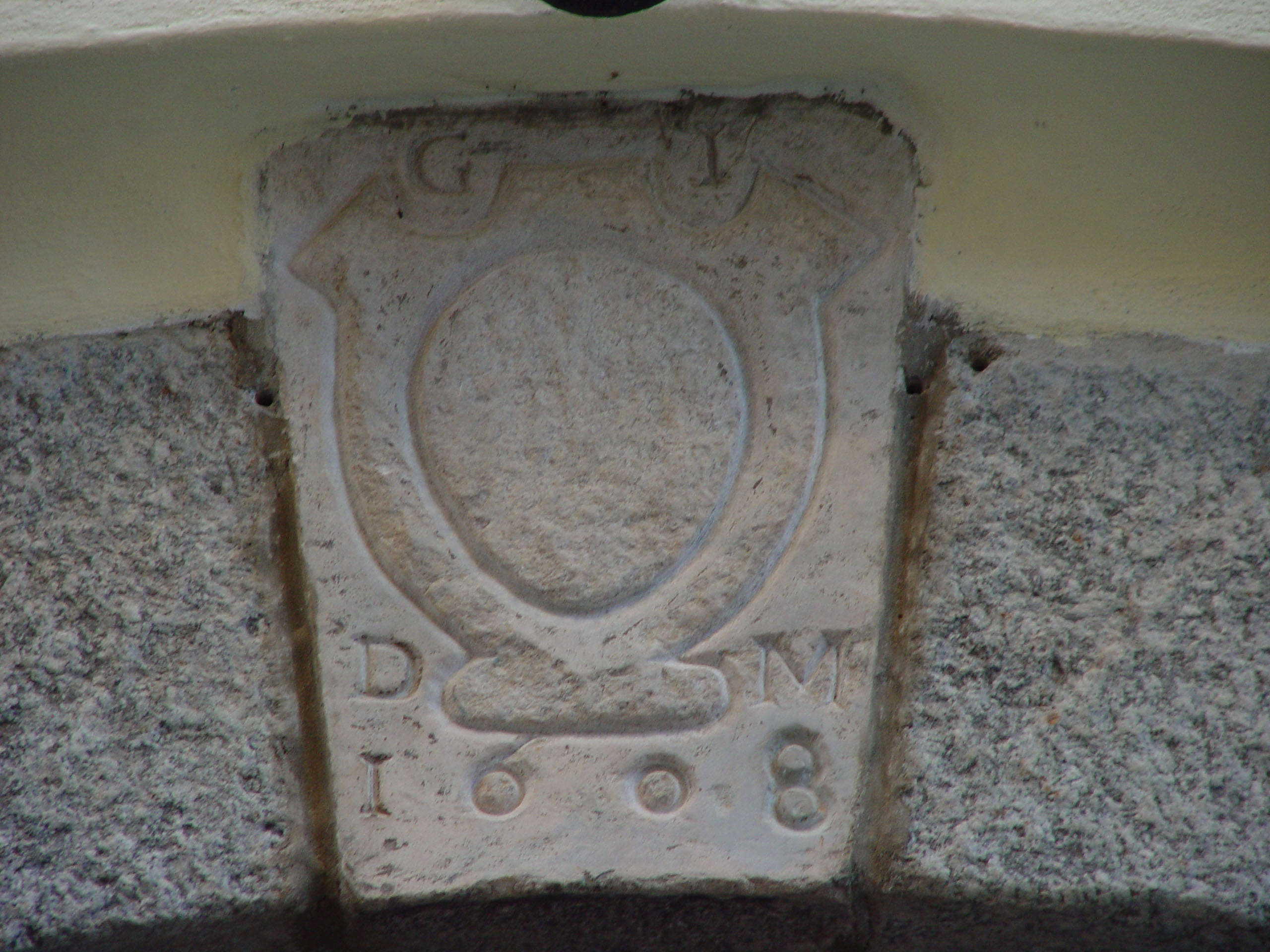
Blason érodé
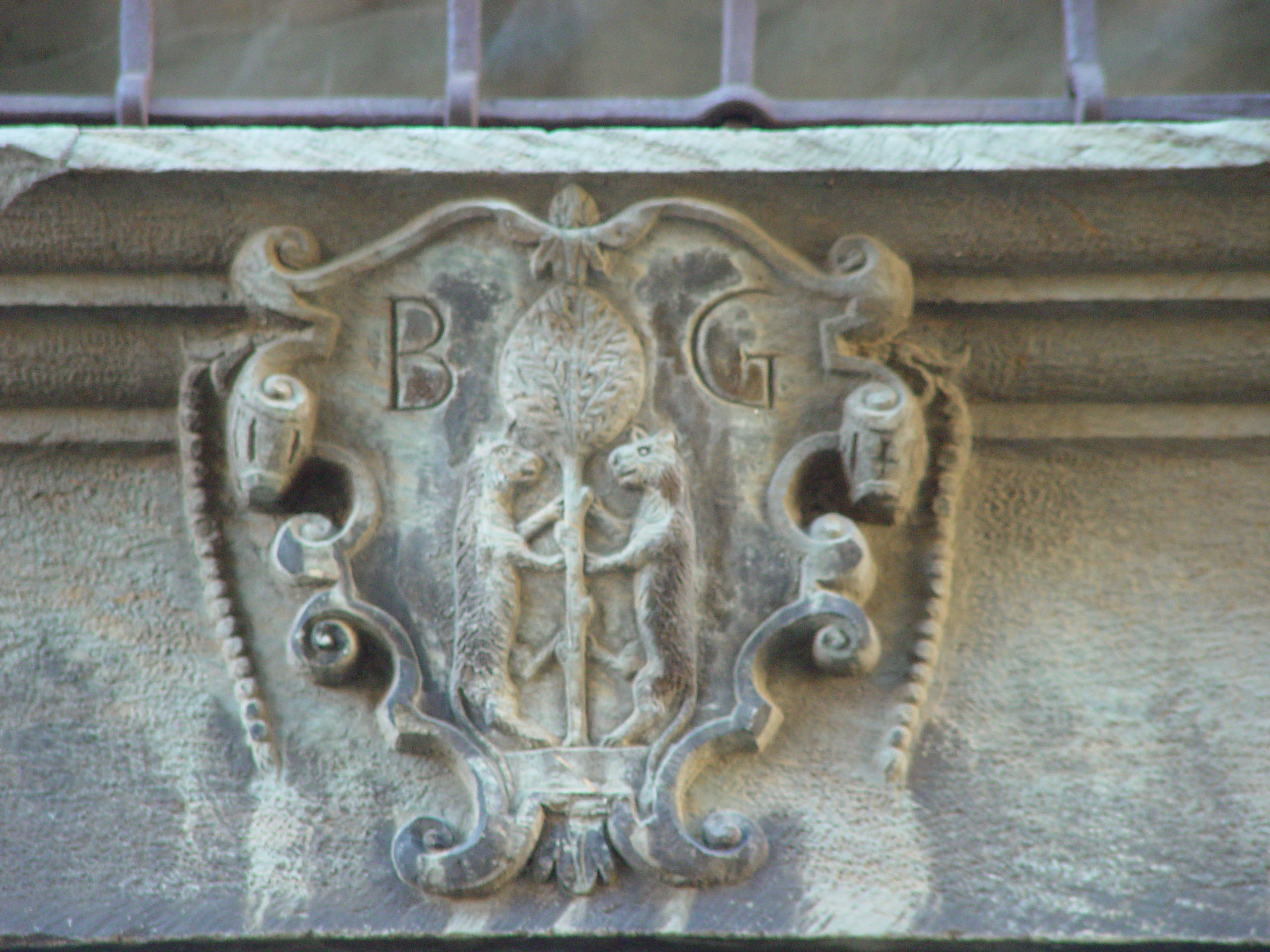
Blason Besta de Gatti
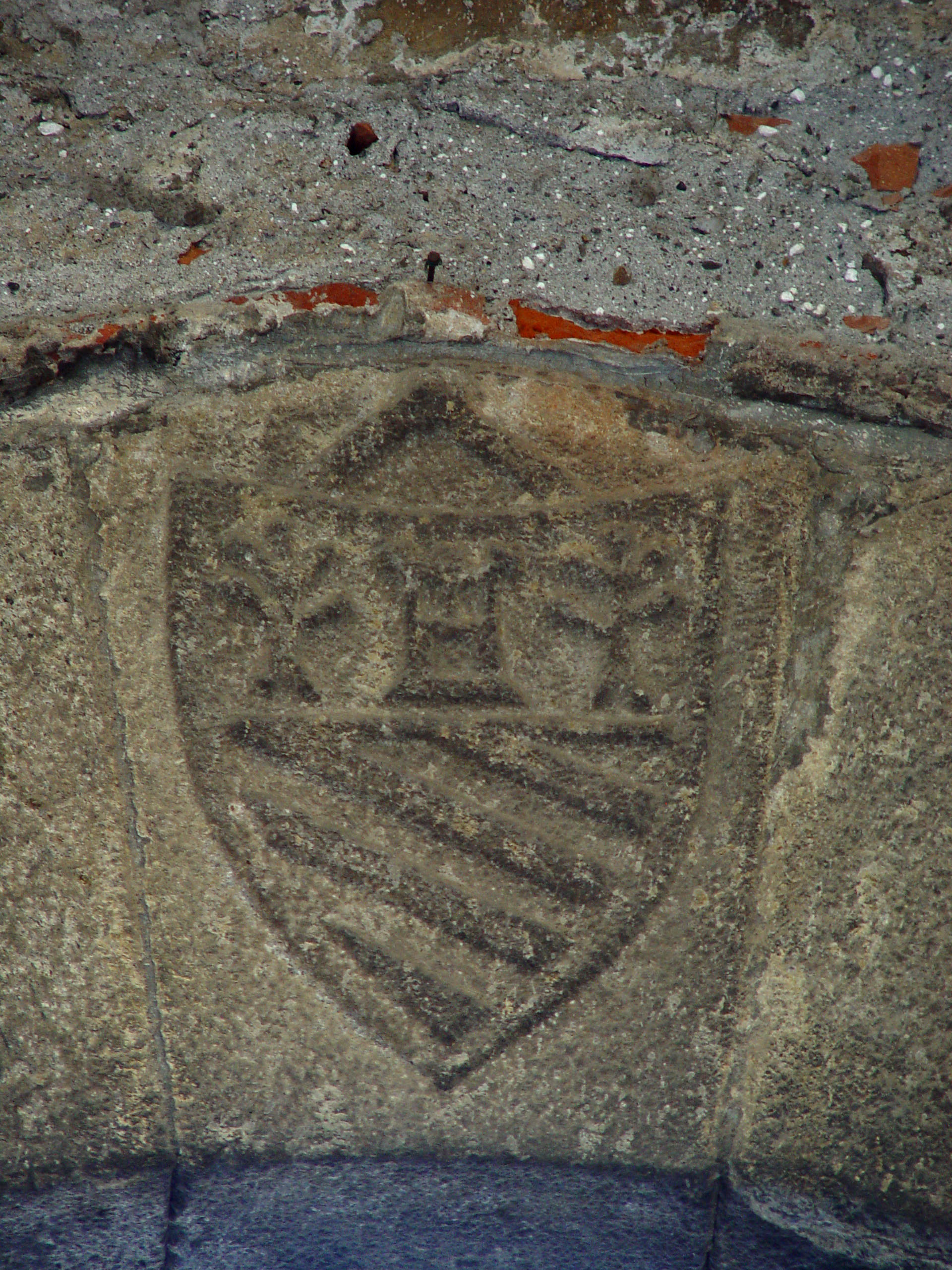
Blason Gaifassi di Morbegno

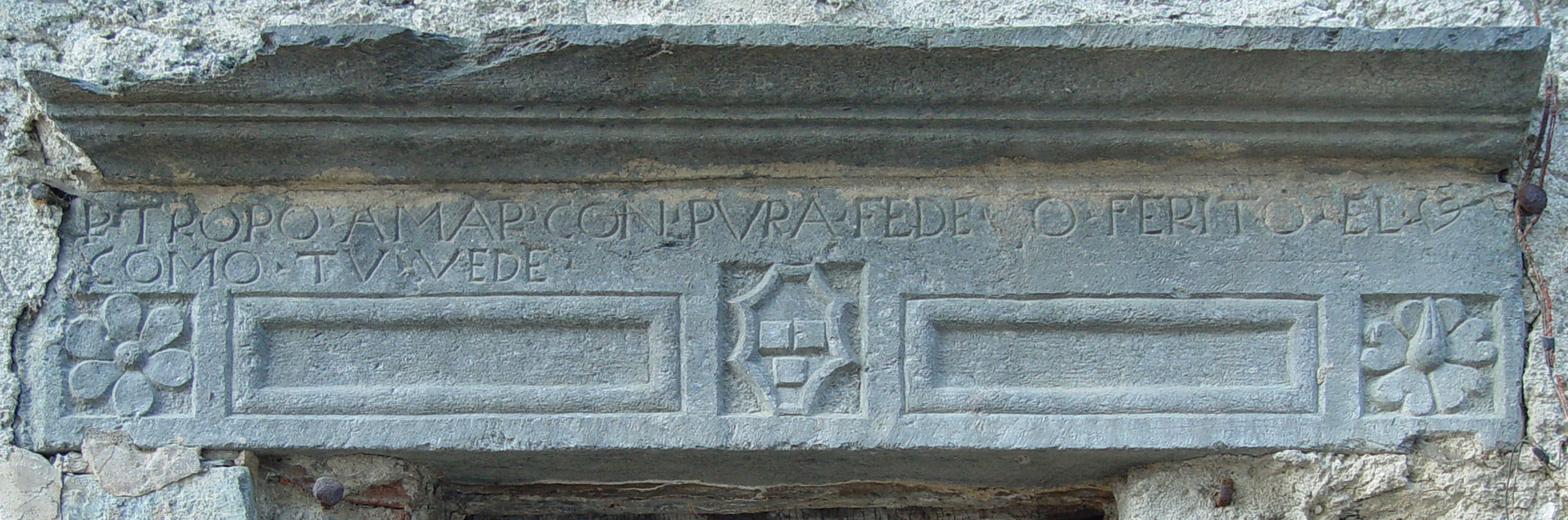
Inscriptions à Largo Besta de' Gatti